# Municipio de Healing Springs
El municipio de Healing Springs (en inglés: Healing Springs Township) es un municipio ubicado en el condado de Cleburne en el estado Arkansas en Estados Unidos. En el año 2010 tenía una población de 975 habitantes y una densidad poblacional de 10,03 personas por km².

## Geografía
El municipio de Healing Springs se encuentra ubicado en las coordenadas 35°39′58″N 91°56′24″O / 35.66611, -91.94000. Según la Oficina del Censo de los Estados Unidos, el municipio tiene una superficie total de 97.23 km², de la cual 97,23 km² corresponden a tierra firme y (0 %) 0 km² es agua.

## Demografía
Según el censo de 2010, había 975 personas residiendo en el municipio de Healing Springs. La densidad de población era de 10,03 hab./km². De los 975 habitantes, el municipio de Healing Springs estaba compuesto por el 98,36 % blancos, el 0,92 % eran amerindios, el 0,1 % eran asiáticos, el 0,1 % eran de otras razas y el 0,51 % eran de una mezcla de razas. Del total de la población el 1,33 % eran hispanos o latinos de cualquier raza.